# Claude Ramey
Pour les articles homonymes, voir Ramey.
Claude Ramey, né à Dijon le 24 octobre 1754, et mort à Paris le 5 juin 1838, est un sculpteur français.
Il est le père et le maître du sculpteur Jules Ramey.

## Biographie
Élève de l'Académie royale de peinture et de sculpture, Claude Ramey remporte le grand prix de Rome en 1782, et séjourne trois ans à Rome à la villa Médicis.
Il participe à l'exécution des bas-reliefs de la colonne Vendôme à Paris. Il a pour élève Jean-Pierre Cortot. En 1816, Claude Ramey est élu  à la section sculpture de l'Académie des beaux-arts. Il est le second à siéger au fauteuil no 1 de l'Académie des beaux-arts (France) de l'Institut de France.

## Collections publiques
- Clermont-Ferrand, Musée d'art Roger-Quilliot, Blaise Pascal, 1824, marbre.
- Dijon, musée des beaux-arts de Dijon :
  - Allégorie à la gloire des princes de Condé, v. 1780, terre cuite, 55 x 50 x 32cm,
  - Projet de fronton pour l’Hôtel-Dieu de Paris, d’après un dessin de Pierre-Paul Prud’hon, 1804, plâtre patiné 22 x 117 cm.
- Paris :
  - Arc de Triomphe du Carrousel : L'Entrevue de Tilsit, bas-relief en marbre
  - Jardin du Luxembourg, fontaine Médicis : Naïade, statue à gauche du fronton
  - Musée du Louvre :
    - Sapho, 1801, statue en marbre[1]
    - Le Génie de la France, sous les traits de Napoléon Ier, invoque Minerve, Mercure, la Paix, la Législation et les divinités de la Paix et de la Législation pour qu'elles succèdent à Mars et à l'appareil guerrier que la Victoire a rendu inutile, 1811, bas-relief, fronton de la façade nord de la Cour carrée
    - Le Génie de la France, sous les traits de Napoléon Ier, invoque Minerve, Mercure, la Paix, la Législation et les divinités de la Paix et de la Législation pour qu'elles succèdent à Mars et à l'appareil guerrier que la Victoire a rendu inutile, 1811, bas-relief, esquisse en plâtre[2]
    - Napoléon Ier en costume du Sacre, 1813, statue plus grande que nature, marbre[3].
- Richelieu, place Aristide-Briand : Le Cardinal de Richelieu, 1828, statue colossale, marbre blanc sur socle en calcaire[4].
- Versailles, châteaux de Versailles et de Trianon : Eugène de Beauharnais, vice-roi d'Italie (1781-1824), 1810, statue en pied plus grande que nature, marbre.
- Vizille, musée de la Révolution française : Minerve instruisant la jeunesse, 1787, médaillon, terre cuite.

## Galerie

Œuvres de Claude Ramey
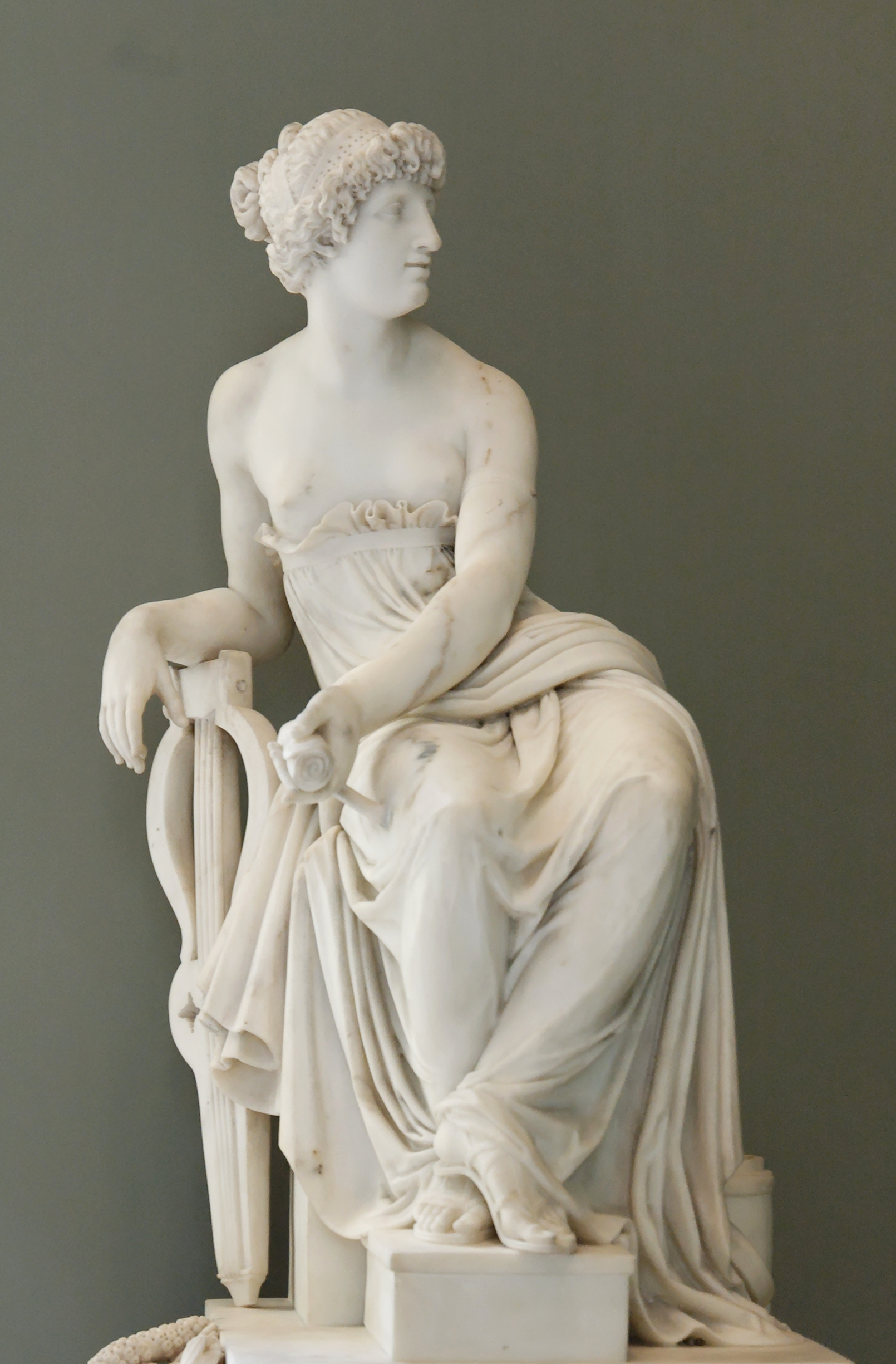
Sapho (1801), marbre, Paris, musée du Louvre.
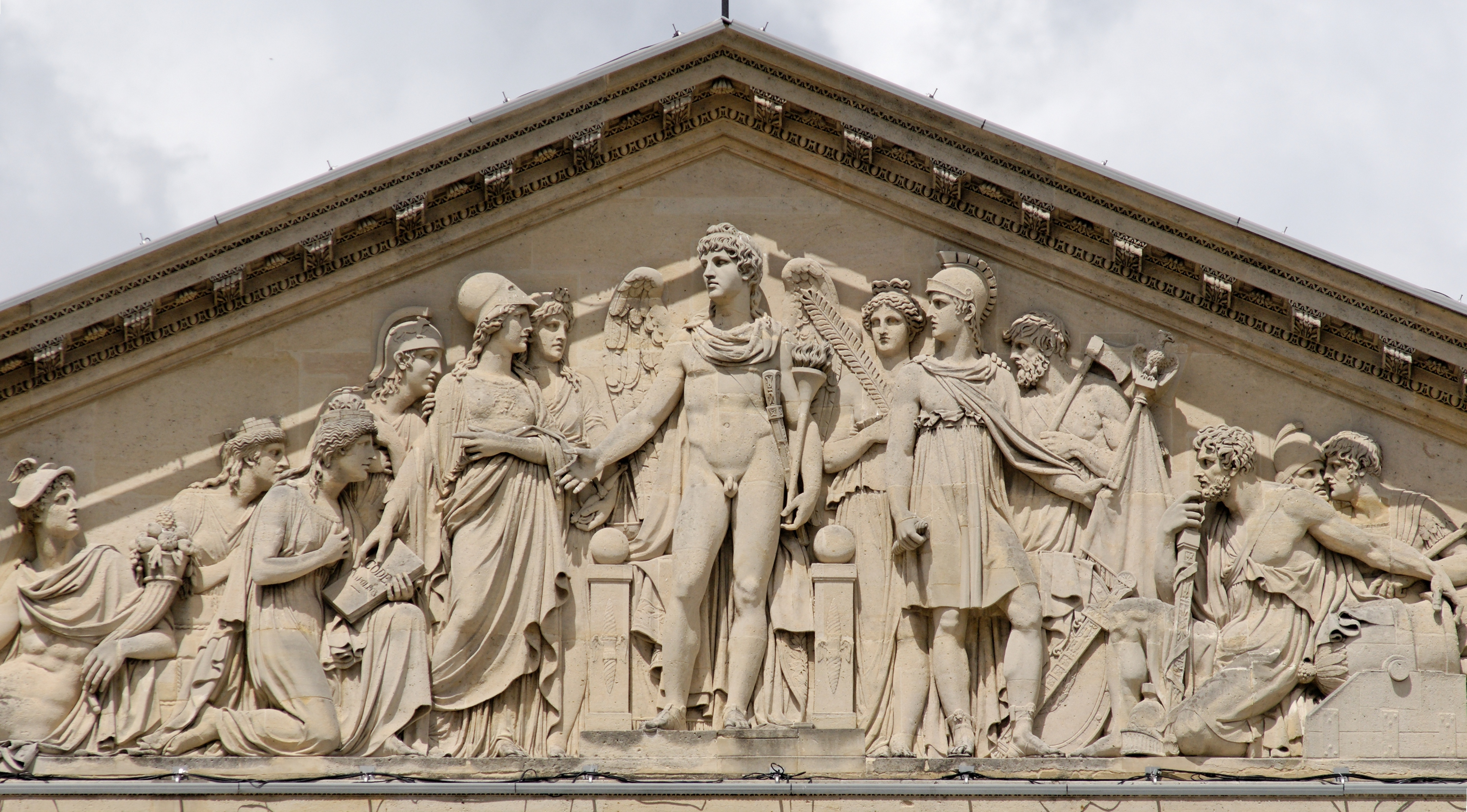
Le Génie de la France, sous les traits de Napoléon Ier, évoque Minerve, Mercure, la Paix et la Législation pour qu'elles succèdent à Mars et à l'appareil guerrier que la Victoire a rendu inutile (1811), détail, Paris, Cour carrée du palais du Louvre.
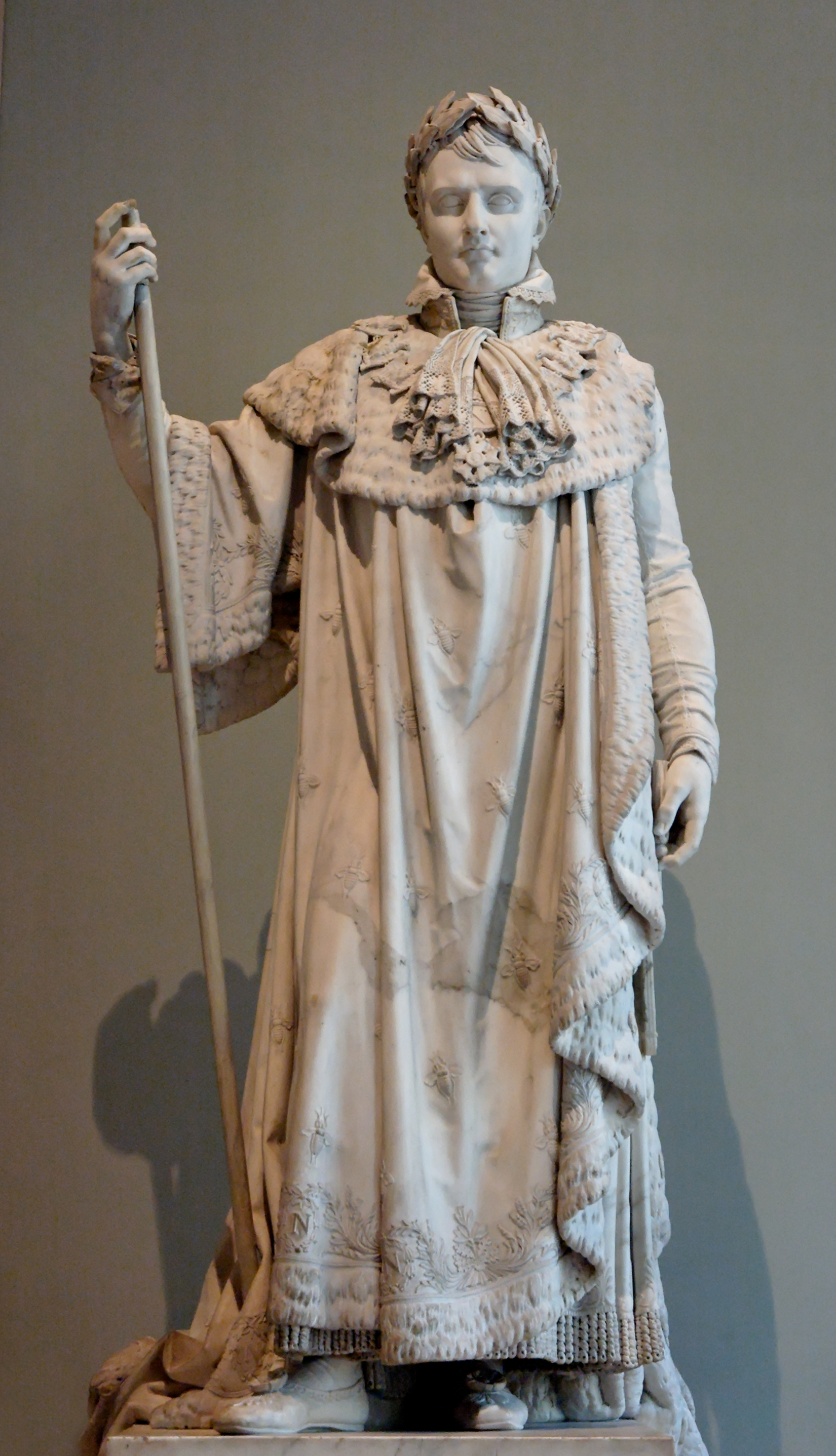
Napoléon Ier en costume du Sacre (1813), marbre, Paris, musée du Louvre.

## Élèves
- Jean-Pierre Cortot
- Jules Ramey